# Кавамото, Сабуро
Сабуро Кавамото (яп. 川本 三郎 Кавамото Сабуро:, 15 июля 1944 года) — японский литературный критик и переводчик.

## Жизнь и творчество
Родился и вырос в Токио. Окончив юридический факультет Токийского университета после нескольких неудачных попыток был всё же принят на работу в «Асахи симбун». Входил в редакцию «Гэккан Асахи» и «Асахи дзянару». Благополучная карьера Кавамото, однако, прервалась, когда осенью 1971 года он по личной инициативе вышел на контакт с подозреваемым в деле об убийстве солдата сил самообороны новыми левыми. Сбор материалов для статьи постепенно перерос в дружеские отношения: подозреваемый декламировал стихи Кэндзи Миядзавы, под гитару пел «Have You Ever Seen The Rain?» группы «Creedence Clearwater Revival». Чувствуя сильную к нему симпатию, Кавамото взял на себя уничтожение улик и разработку агитационной кампании, которая бы позволила оправдать убийцу. В ноябре 1971 года, однако, подозреваемый был арестован. Тогда же всплыло и участие Кавамото в сокрытии преступления. Кавамото был арестован в январе 1972 года, что послужило поводом к его увольнению из «Асахи симбун». В сентябре 1972 года суд приговорил Кавамото к двум годам исправительно-трудовой колонии, но он был досрочно освобождён через десять месяцев за примерное поведение. Этот период жизни Кавамото описан им в его автобиографии «Моя последняя страница» (マイ・バック・ページ－ある60年代の物語), экранизирована в 2010 году, сценарий написал сам Кавамото).
После освобождения Кавамото стал активно публиковаться как литературный критик, а также кинокритик и писатель урбанистического жанра. Вошёл в редакцию журнала «Токёдзин» (東京人, «Токиец», аналог американского «Нью-Йоркера»). Долгое время выступал популяризатором творчества Харуки Мураками в годы, когда тот не принимался всерьёз литературной элитой Японии. Однако с выходом «Кафки на пляже» своё отношение к его творчеству резко изменил, подвергнув Мураками жёсткой критике. Автор ряда статей о сочинениях Кэндзабуро Оэ, где Кавамото подчёркивает их гротескность и радикальный отход от традиции сисёсэцу. Также известен как переводчик американской литературы (Труман Капоте и др.).

## Признание
- 1991: Премия Сантори за книгу «Иллюзии Тайсё»
- 1997: Премия Ёмиури за книгу «Кафу и Токио»
- 2003: Премия Майнити за книгу «Эпоха Сёва по Фумико Хаяси»

## Избранные сочинения
- Современная литература (同時代の文学, 1979)
- Голливудская мифология (ハリウッドの神話学, 1983)
- Ощущение города (都市の感受性, 1984)
- Городской ландшафт (都市の風景学, 1985)
- Город и память (記憶都市, с фотографиями Коити Инакоси, 1987)
- Трансформация мироощущения (感覚の変容, 1987)
- Мои последние страницы (マイ・バック・ページ ある60年代の物語, 1988)
- Гуляя по моему Токио (私の東京町歩き, 1990)
- Иллюзии Тайсё (大正幻影, 1990)
- Кафу и Токио (荷風と東京 「断腸亭日乗」私註, 1996, в 2 тт.)
- Эпоха Сёва по Фумико Хаяси (林芙美子の昭和, 2003)
- Под небом Токио (東京の空の下、今日も町歩き, 2003)